# Tina Charles
Ne doit pas être confondu avec Tina Charles (chanteuse).
Tina Charles, née le 5 décembre 1988, est une joueuse américaine de basket-ball. Originaire de Jamaica (New York), Charles est le premier choix de la Draft WNBA 2010. En 2009 et 2010, elle et sa coéquipière Maya Moore conduisent les Huskies du Connecticut à deux saisons NCAA sans défaite.

## Biographie

### Jeunesse
Au Christ the King High School de Middle Village à New York, elle totalise 26,5 points, 14,8 rebonds et 5,2 contres par match dans son année senior. Nommée WBCA National Player of the Year, “Miss Basketball” de l'État de New York, elle est sélectionnée pour le tournoi Mac Donald's All-American, où elle marque 15 points et prend 12 rebonds. Tina Charles est la meilleure scoreuse de son équipe 57 fois de suite, son équipe ne comptant aucune défaite lors de la saison 2006. Au lycée, elle joue également pour l'équipe AAU des New York Gazelles.

### Carrière universitaire
En 2009, dans son année junior, Charles et les Huskies de UConn gagnent le championnat. Elle est nommée Most Outstanding Player (MOP) du Final Four. Après la victoire, en, référence à la tradition qui veut qui l'équipe victorieuse doit reçue à la Maison Blanche, elle s'écrie « Barack Obama, on arrive bientôt ! » et après son second titre en 2010 « Président Barack Obama, on revient ! ».
Le 13 février 2010, avant la rencontre face au Red Storm de Saint John, Charles devient la douzième joueuse des Huskies récompensée par le Huskies of Honor, la seconde alors qu'elle en portait encore le maillot, quelques années après Renee Montgomery.
Le 1er mars 2010, face à Notre Dame, elle bat deux records : son cinquième rebond la fait passer devant Rebecca Lobo et ses 1 268 rebonds. Lobo était présente comme commentatrice pour ESPN et l'a interrogée après le match. En sus, elle bat les records historiques de l'université à la marque de Kerry Bascom (2 177) et Nykesha Sales (2 178).

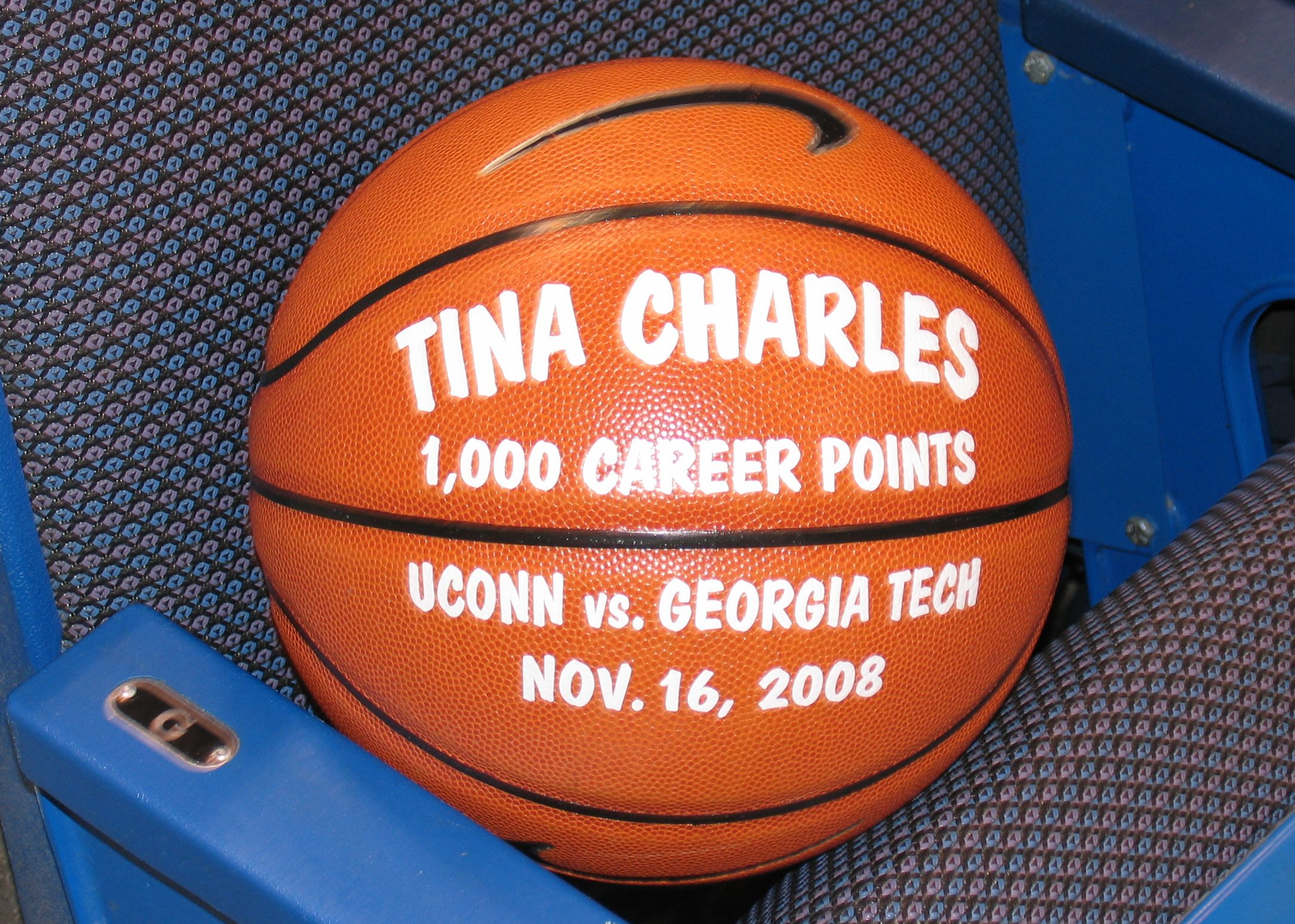
Balle commémorative de ses 1000 points en NCAA.

Elle est nommée meilleure joueuse Big East Conference pour 2010.
Charles est diplômée en psychologie, avec une mineure en justice criminelle, se préparant à travailler avec des jeunes en maisons de redressement après sa carrière. En 2010, elle passe six heures par semaine comme interne dans une institution disciplinaire, aidant les détenus à préparer leur réinsertion.

### Carrière professionnelle
Charles est choisie en premier choix de la draft WNBA 2010 par le Sun du Connecticut. Elle s'y impose rapidement, étant nommée quatre fois sur quatre meilleure rookie du mois. En 34 rencontres, elle glane 22 double-double. Ses moyennes sont de 15,5 points et 11,7 rebonds. Sans surprise, elle obtient le titre de Rookie de l'année. Malgré ses efforts, son équipe manque de peu la qualification pour les play-offs.
Elle devient la joueuse à atteindre le plus vite la barre des 1 000 rebonds, au bout de 89 matches, contre 92 à Yolanda Griffith.
Elle est nommée MVP de la saison WNBA 2012.
Ayant exigé de sa franchise un transfert vers New York faute de quoi elle passerait une saison blanche, elle est envoyée en avril 2014 au Liberty de New York (plus un troisième tour de draft 2015) contre Kelsey Bone, le premier tour de draft 2014 (Alyssa Thomas, quatrième choix) et le premier tour de draft 2015 du Sun, le jour où la franchise du Connecticut recrute Chiney Ogwumike.
Début juillet 2014, elle est élue pour la première fois joueuse de la semaine sous le maillot du Liberty de New York, la 11e fois de sa carrière puis une seconde fin juillet pour devenir joueuse du mois de la Conférence Est, pour la quatrième fois de sa carrière.
Le 20 juillet 2015, elle reçoit le titre de joueuse de la semaine de sa conférence pour le 13e fois de sa carrière après 3 victoire qui amènent le Liberty à la première place de l'Est, conférence qu'elle domine cette semaine-là au rebond (10,7) et se classe seconde au scoring (18,0) et elle récidive la semaine suivante (3 victoires - 1 défaite) étant meilleure marqueuse et seconde rebondeuse de sa conférence (22,8 points à 53,8 % et 8,8 rebonds) avec notamment 30 points, 5 rebonds, 2 interceptions et 2 passes décisives le 21 juillet face au Storm. Elle est assez logiquement élue meilleure joueuse du mois de juillet 2015, pour la 5e fois de carrière.
Elle est la première joueuse nommée joueuse de la semaine de sa conférence de la saison WNBA 2016 pour la 15e fois de sa carrière. Sur les quatre premières rencontres de la saison, elle obtient ses meilleures moyennes en carrière dans quatre catégories statistiques : 23,5 points, 12,0 rebonds, 4,0 passes décisives et 2,7 interceptions et une attention renforcée sur la défense qui maintient les adversaires à un plus bas annuel de la ligue de 34 %, alors que son association avec Carolyne Swords comme pivot lui permet de partir rapidement en contre-attaque si sa coéquipière sécurise le rebond. Elle décroche dans la foulée le titre de joueuse du mois de mai, distinction qu'elle est obtient pour la sixième fois en étant la première de la ligue aux points (23,4) et aux rebonds (11,8) sur cinq rencontres. Le 24 mai, elle devient l'une des trois joueuses à enregistrer au moins 29 points, 10 rebonds, 5 interceptions et 5 passes décisives avec Brandy Reed (Phoenix à Charlotte, 22 juin 2000) et Candace Parker (Los Angeles à Washington, 1er juin 2014). Elle remporte également le titre de meilleure joueuse de la troisième semaine avec 18,7 points, 11,0 rebonds (meilleure performance avec Sancho Lyttle) et 3,3 passes décisives. Le 19 juin, elle est élue pour le troisième fois de la saison meilleure joueuse de la semaine. Durant cette période, le Liberty remporte ses trois rencontres pour obtenir un bilan de 8 victoires pour 4 revers et ses statistiques la classent  meilleure marqueuse de la conférence (26,7 points par match) et quatrième au rebond (8,0). Le 27 juin, elle est pour la quatrième fois joueuse de la semaine et la 18e fois de sa carrière avec 2 victoires pour le Liberty sur 3 trois rencontres durant lesquelles Charles est meilleure rebondeuse de la ligue (10,0), seconde de la conférence aux points (23,3) et première aux passes décisives (6,3). Meilleure marqueuse et rebondeuse de la ligue à cette période, ce qu'ont réussi seules Chamique Holdsclaw (issue du même lycée que Charles) en 2002 et Lauren Jackson en 2007, Charles impressionne aussi en étant sixième passeuse de la ligue avec 4,5 passes décisives par rencontre, le double de sa moyenne de 2,4 en carrière avec un pic à 10 unités le 22 juin. Elle profite à merveille des prises à deux sur elle pour trouver une autre joueuse intérieure démarquée ou resortir la balle pour un tir extérieur. Son offensive rating est exactement de 100 points pour 100 possessions, la 8e marque de la ligue mais supérieur à ses 96,5 de la saison passée et plus encore de ses 93,1 pour sa première année au Liberty. Début juillet, elle est nommée une cinquième fois joueuse de la semaine de la saison et la troisième fois consécutive. Le Liberty remporte deux rencontres sur trois sur la semaine, Charles menant la ligue aux points (29,0) et étant seconde de la conférence aux rebonds (9,5). Ces performances lui valent d'être nommée meilleure joueuse du mois de juin de sa conférence, pour le seconde fois consécutive et la septième de sa carrière, égalant la record de Maya Moore. Elle est meilleure marqueuse de la ligue avec 21,7 points de moyenne de la WNBA et seconde aux rebonds (8,9) et passes décisives (5,1) sur cette période marquée par neuf victoires pour deux revers. En réaction à la fusillade à Dallas qui cause la mort de cinq policiers, consécutive à deux homicides de personnes noires par des policiers blancs début juillet, les quatre sélectionnées olympiques du Lynx du Minnesota (Lindsay Whalen, Maya Moore, Rebekkah Brunson et Sylvia Fowles) tiennent à Dallas une conférence de presse avant la rencontre les opposant aux Wings de Dallas et portent un tee-shirt noir sur lequel est inscrit notamment « Change starts with us. Justice & Accountability. Black Lives Matter ». Peu après, les équipes du Fever de l'Indiana, du Liberty de New York et du Mercury de Phoenix et leurs joueuses arborant des tee-shirts noirs à l'échauffement. La WNBA condamne les franchises et les joueuses à des amendes. Cette décision est très critiquée par le joueur NBA Carmelo Anthony et plusieurs joueuses comme Tina Charles et Tamika Catchings. Juste avant la trêve olympique, elle est élue pour la sixième fois de la saison joueuse de la semaine, ce qui représente un nouveau record, qui porte son total à 20, non loin des 22 de Tamika Catchings. À l'Est, elle est première aux points (19,0) et aux rebonds (11,0) ainsi que huitième aux passes décisives (3,5). En juillet, elle est nommée joueuse du mois pour la troisième fois consécutive, la huitième de sa carrière devançant ainsi Maya Moore restée a sept unité. Les 7 victoires pour 3 défaites permettent au Liberty de garder la tête de leur conférence. Elle est seconde scoreuse  avec 20,0 points et meilleure rebondeuse avec 9,3 unités de la conférence. Le 12 septembre, elle est la première joueuse à être élue joueuse de la semaine pour la septième fois en une saison, ce porte son total à 21, proche du record de 22 récompenses détenu par Tamika Catchings. Durant cette semaine, conclue sur le bilan d'un succès pour deux revers, elle est la meilleure marqueuse de la conférence Est avec 24,7 points et la quatrième aux rebonds avec 9,7 prises par rencontre. À ce moment de la aaison, elle est proche de terminer la saison leader de la ligue aux points et aux rebonds, exploit réalisé seulement par Chamique Holdsclaw (2002) et Lauren Jackson (2007). Elle est élue joueuse du mois de septembre de la Conférence Est, remportant ainsi les quatre trophées de la saison portant au chiffre record de neuf son total en carrière, mais c'est la joueuse des Sparks de Los Angeles Nneka Ogwumike, deux fois titrée dans la Conférence Ouest qui remporte le titre de meilleure joueuse de la saison régulière.
Lors de la saison 2017, elle est nommée meilleure joueuse du mois pour sa conférence en juillet et août, pour la 11e fois de sa carrière, un record pour la ligue. Sept fois meilleure joueuse de la semaine, elle est élue dans le meilleur cinq de la WNBA.
Lors de la saison 2018, elle est nommée le 4 juin meilleure joueuse de la semaine pour la 29e fois pour ses deux victoires avec 28,5 points et 10,0 rebonds (meilleures moyennes de sa conférence) et 2,5 passes décisives par rencontre.
Dans un échange entre trois franchises en avril 2020, le Liberty transfère Tina Charles aux Mystics de Washington, où elle officiera de nouveau sous la direction de son entraîneur au Sun, Mike Thibault. Après un diagnostic d'asthme en 2016, elle est estimée joueuse à risque et est exemptée de la saison WNBA 2020 en raison de sa sensibilité possible au covid-19.

### À l'étranger
Avec le ŽBK Dynamo Moscou, elle remporte l'Eurocoupe 2014 face au Dynamo Koursk par 158 points à 150 (matches aller-retour). Ses statistiques sont de 18,9 points et 10,2 rebonds en Eurocoupe et de 14,0 points et 8,5 rebonds en championnat russe où son club accroche la quatrième place. Elle signe pour le club turc de Fenerbahçe SK la saison suivante. En Euroligue, ses statistiques sont de 15,7 points et 8,0 rebonds. Au début de l'été, elle signe pour la saison suivante avec le nouveau club chinois de Xinjiang Tianshan.
En 2019-2020, elle rejoint le championnat chinois avec Jiangsu.

### Équipe nationale
Elle remporte un premier titre international avec la médaille d'or au tournoi FIBA Americas des moins de 18 ans 2006.
Charles est une des trois universitaires invitées au camp d'USA Basketball à l'automne 2009, vivier parmi lequel sont généralement choisies les membres de la sélection pour le Mondial 2010 et des Jeux olympiques d'été de 2012,. Le 5 octobre 2009, elle joue le tournoi d'Iékaterinbourg avec l'équipe nationale, compétition où elle est la seule universitaire de la sélection. Elle marque au moins 10 points à chacune des rencontres, dont 15 points en 13 minutes contre Sopron lors du deuxième match.
Charles est nommée meilleure joueuse d'USA Basketball en 2009 pour sa contribution à la médaille d'or obtenue au Mondial universitaire, au tournoi d'Iékaterinbourg et sa saison sans défaite en NCAA.
Charles joue avec la sélection nationale contre la sélection WNBA lors de la rencontre The Stars at the Sun en 2010. Ce match remplace le traditionnel match Est/Ouest en vue de la préparation pour le Mondial 2010.
Figurant dans la présélection américaine championnat du monde 2014 puis est retenue dans la sélection finale.
En 2012, elle remporte avec l'équipe des États-Unis la médaille d'or olympique.
Elle fait partie des douze sélectionnées pour le tournoi olympique de 2016.
Elle est membre de la sélection américaine qui remporte la Coupe du monde 2018 en enchaînant six rencontres sans défaite en Espagne.
Elle fait partie des douze sélectionnées pour le tournoi olympique de 2020, disputé en 2021 en raison de la pandémie de Covid-19, qui remporte la médaille d'or.

## Engagements
En 2014, elle fait don de moitié de son salaire WNBA à la Hopey’s Heart Fondation qui aide à prévenir les sportifs des arrêts cardiaques spontanés et fait de même en 2015.

## Palmarès
- Médaille d’or du Championnat du monde 2010
- Médaille d’or du Championnat du monde 2014[63] et à la Coupe du monde 2018[59]
- Médaille d'or aux Jeux olympiques de 2012 à Londres,  Royaume-Uni
- Médaille d'or aux Jeux olympiques de 2016 à Rio de Janeiro[64]
- Médaille d'or aux Jeux olympiques de 2020 à Tokyo[60]
- Vainqueur de l'Eurocoupe 2014

## Distinctions personnelles

### Distinctions enhigh schoolet en universitaire
- 2006 USA Today National Player of the Year[3]
- 2006 McDonald's National Player of the Year[3]
- 2006 Parade Magazine National Player of the Year[3]
- 2006 Gatorade National Player of the Year[3]
- 2006 WBCA National Player of the Year[3]
- 2006 EA Sports National Player of the Year[3]
- 2006 Miss New York Basketball[3]
- 2009 USA Basketball Female Athlete of the Year[53]
- 2010 All-BIG EAST First Team[65]
- 2010 Big East Player of the Year[8]
- 2010 AP All-America First Team[66]
- 2010 U.S. Basketball Writers Association's Player of the Year[67]
- 2010 State Farm Coaches' All-America Team[68]
- 2010 AP National Player of the Year[69]
- 2010 Naismith College Player of the Year[70]
- 2010 récompensée du John R. Wooden Award[71]
- 2010 Ann Meyers Drysdale Player of the Year

### Distinctions en WNBA
- 2010 Sélectionnée en 1re position lors de la draft WNBA 2010[10]
- Rookie de l'année de la saison 2010[72]
- Sélectionnée aux All-Star Game WNBA 2011, 2013, 2014[73], 2015[74], 2017[75], 2018[76] et 2019[77].
- Meilleur cinq de la WNBA : 2011, 2012, 2015, 2016, 2017
- Second meilleur cinq de la WNBA : 2010, 2013, 2014
- Meilleure joueuse de la saison WNBA 2012[78]
- Sélection USA pour de la rencontre The Stars at the Sun en 2010[79]
- Second meilleur cinq de la WNBA (2011[80], 2012, 2015[81], 2016[82], 2017[40])
- Second meilleur cinq de la WNBA (2010, 2013, 2014)
- MVP de la saison 2012
- Second cinq défensif de la WNBA 2011, 2012, 2015[83]
- Meilleur cinq défensif de la WNBA 2017[84].